# Molinchart
Molinchart település Franciaországban, Aisne megyében. Lakosainak száma 355 fő (2022. január 1.). Molinchart Bucy-lès-Cerny, Cerny-lès-Bucy, Clacy-et-Thierret, Laniscourt, Laon és Cessières-Suzy községekkel határos.

## Népesség
A település népességének változása:
| Lakosok száma | 236  | 223  | 271  | 288  | 327  | 327  | 329  | 342  | 348  | 355  |
|               | 1968 | 1982 | 1990 | 2006 | 2013 | 2015 | 2017 | 2019 | 2020 | 2022 |